# NGC 1513
NGC 1513 је расејано звездано јато у сазвежђу Персеј које се налази на NGC листи објеката дубоког неба.
Деклинација објекта је + 49° 30' 54" а ректасцензија 4h 9m 57,0s. Привидна величина (магнитуда) објекта NGC 1513 износи 8,4. NGC 1513 је још познат и под ознакама OCL 398.